# Hans-Joachim Hof

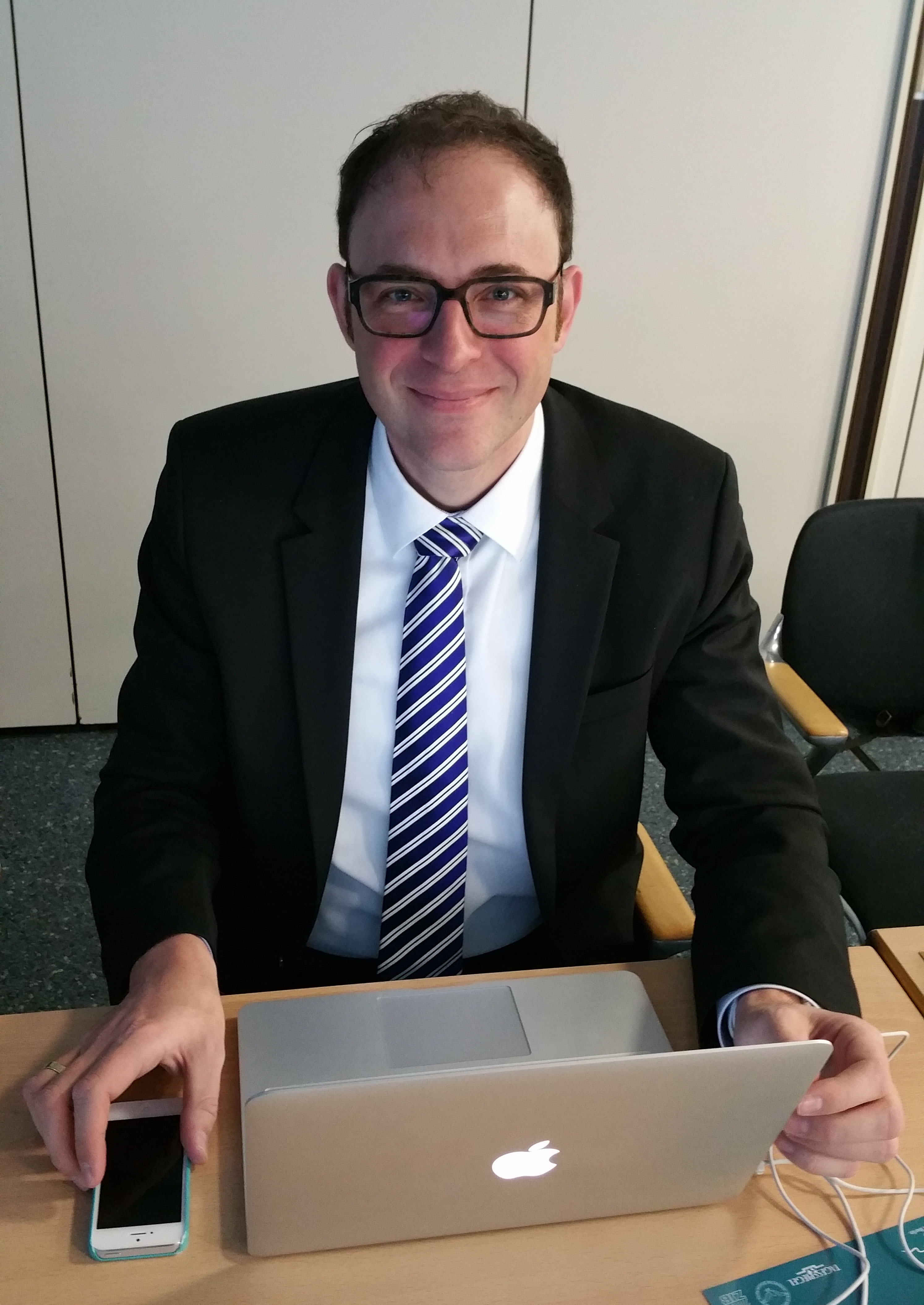
Hans-Joachim Hof (2016)

Hans-Joachim Hof (* 16. September 1975 in Aalen) ist ein deutscher Informatiker und Professor an der TH Ingolstadt.

## Leben
Hof besuchte das Kopernikus-Gymnasium Wasseralfingen und schloss 1995 mit dem Abitur ab.
Er studierte Informatik an der Universität Karlsruhe. Seine Dissertation beschäftigte sich mit Sicherheit
in Sensornetzen. Er promovierte an der Universität Karlsruhe am Institut für Telematik zum Doktor der Ingenieurwissenschaften. Danach war Hans-Joachim Hof als Research Scientist im Forschungszentrum Corporate Technology der Siemens AG tätig. Hof war von 2011 bis 2016 Professor für Sichere Softwaresysteme an der Hochschule für angewandte Wissenschaften München und ist seit 2016 Professor an der TH Ingolstadt. Seit Oktober 2019 ist Hof Vizepräsident der TH Ingolstadt für den Geschäftsbereich "Hochschulausbau und Sonderaufgaben". Er leitet die Forschungsgruppen MuSe - Munich IT Security Research Group und INSicherheit-Ingolstädter Forschungsgruppe Angewandte IT-Sicherheit.
Hans-Joachim Hof ist Aufsichtsrat der Bizcon AG.

## Leistungen
Hans-Joachim Hof wurde im Jahr 2016 für seine grundlegenden Arbeiten zum Internet der Dinge zum IARIA Fellow ernannt. Mehrere seiner Forschungsarbeiten wurden mit Best Paper Awards ausgezeichnet, z. B. seine Arbeiten zur Entwicklung sicherer Software mit Scrum, zur Gebrauchstauglichkeit von Sicherheitsverfahren, zur sicheren Voice-over-IP-Kommunikation, zu Angreifermodellen und zu Sicherheit für das Smart Grid.
Hans-Joachim Hof ist Mitglied der Führungsgremien verschiedener Informatikvertretungen, so ist er z. B. der Chairman (Vorsitzender) des German Chapter of the ACM und Mitglied des Präsidiums der Gesellschaft für Informatik.
Abseits seiner akademischen Errungenschaften war Hans-Joachim Hof in einer beratenden Funktion für diverse Industrieunternehmen (insbesondere Automobilindustrie) tätig. 

## Veröffentlichungen (Auswahl)
Mit Best Paper Awards ausgezeichnete Werke:
- Christoph Ponikwar, Hans-Joachim Hof, "Beyond the Dolev-Yao Model: Realistic Application-Specific Attacker Models for Applications Using Vehicular Communication", The Tenth International Conference on Emerging Security Information, Systems and Technologies - SECURWARE 2016, Nice, France, July 2016
- Christoph Pohl, Hans-Joachim Hof: “Secure Scrum: Development of Secure Software with Scrum”, The Ninth International Conference on Emerging Security Information, Systems and Technologies – SECURWARE 2015, Venedig, Italien, 2015
- Hans-Joachim Hof: “User-Centric IT Security – How to Design Usable Security Mechanisms”, The Fifth International Conference on Advances in Human-oriented and Personalized Mechanisms, Technologies, and Services (CENTRIC 2012), pp. 7–12, November 2012
- Rainer Falk, Steffen Fries, Hans-Joachim Hof, “Protecting Voice over IP Communication Using Electronic Identity Cards”, in Advances in Human-Oriented and Personalized Mechanisms, Technologies and Services (CENTRIC), 2010 Third International Conference on, pp. 22–27, ISBN 978-1-4244-7778-4, August 2010
- Steffen Fries, Hans-Joachim Hof, Maik Seewald, “Enhancing IEC 62351 to Improve Security for Energy Automation in Smart Grid Environments”, in Internet and Web Applications and Services (ICIW), 2010 Fifth International Conference on, pp. 135–142, ISBN 978-1-4244-6728-0, Mai 2010

Lehrbücher:
- Roland Bless, Stefan Mink, Erik-Oliver Blaß, Michael Conrad, Hans-Joachim Hof, Kendy Kutzner, Marcus Schöller, „Sichere Netzwerkkommunikation“, Lehrbuch, ISBN 3-540-21845-9, Springer, Berlin, Juni 2005
- Marie-Theres Tinnefeld, Benedikt Buchner, Thomas Petri, Hans-Joachim Hof, "Einführung in das Datenschutzrecht", 6. Auflage, de Gruyter Verlag, ISBN 978-3-11-0416-72-5, 2018

Meist zitiert:
- Marc Bechler, Hans-Joachim Hof, Daniel Kraft, Frank Pählke, Lars Wolf, „A Cluster-Based Security Architecture for Ad Hoc Networks“, in Proceedings of INFOCOM 2004. Twenty-third Annual Joint Conference of the IEEE Computer and Communications Societies, pp. 2393–2403, ISBN 0-7803-8355-9, Hong Kong, China, März 2004
- Roland Bless, Stefan Mink, Erik-Oliver Blaß, Michael Conrad, Hans-Joachim Hof, Kendy Kutzner, Marcus Schöller, „Sichere Netzwerkkommunikation“, Lehrbuch, ISBN 3-540-21845-9, Springer, Berlin, Juni 2005
- Michael Conrad, Hans-Joachim Hof, „A Generic, Self-Organizing, and Distributed Bootstrap Service for Peer-to-Peer Networks“, in Proceedings of New Trends in Network Architectures and Services: 2nd International Workshop on Self-Organizing Systems (IWSOS 2007): The Lake District, UK, Lecture Notes in Computer Science, volume 4725, Springer, pp. 59–72, ISBN 3-540-74916-0, September 2007
- Steffen Fries, Hans-Joachim Hof, Maik Seewald, “Enhancing IEC 62351 to Improve Security for Energy Automation in Smart Grid Environments”, in Internet and Web Applications and Services (ICIW), 2010 Fifth International Conference on, pp. 135–142, ISBN 978-1-4244-6728-0, Mai 2010

## Belege
1. ↑  toter Link aufgrund DSGVO – Thomas Gödde: Abiturjahrgang 1995. In: www.kgw.aa.schule-bw.de. Archiviert vom Original (nicht mehr online verfügbar) am 10. Mai 2016; abgerufen am 9. Mai 2016.  Info: Der Archivlink wurde automatisch eingesetzt und noch nicht geprüft. Bitte prüfe Original- und Archivlink gemäß Anleitung und entferne dann diesen Hinweis.
2. ↑  Neue Vizepräsidenten an der THI. Abgerufen am 14. Juni 2020.
3. ↑  MuSe - Munich IT Security Research Group
4. ↑  INSicherheit-Ingolstädter Forschungsgruppe Angewandte IT-Sicherheit
5. ↑  Prof. Dr. Hans-Joachim Hof - Forschungsgruppenleiter - MuSe - Munich IT Security Research Group. In: XING AG. Abgerufen am 9. Mai 2016.
6. ↑  https://www.iaria.org/fellows/HansJoachimHof.pdf

| Personendaten    | Personendaten                              |
| ---------------- | ------------------------------------------ |
| NAME             | Hof, Hans-Joachim                          |
| KURZBESCHREIBUNG | deutscher Informatiker und Hochschullehrer |
| GEBURTSDATUM     | 16. September 1975                         |
| GEBURTSORT       | Aalen                                      |